# Jeff Madrigali
Geoffrey „Jeff“ Madrigali (* 8. Mai 1956 in Walnut Creek) ist ein ehemaliger US-amerikanischer Segler.

## Erfolge
Jeff Madrigali, der Mitglied im The San Francisco Yacht Club ist, nahm an den Olympischen Spielen 1996 in Atlanta als Skipper mit Jim Barton und Kent Massey als Crewmitglieder des US-amerikanischen Bootes der Soling-Klasse teil. Nach zehn Wettfahrten im Fleet Race qualifizierten sie sich mit 36 Punkten als Zweite direkt für das Halbfinale, das wie die übrige Endrunde im Match Race ausgetragen wurde. Sie unterlagen dort dem russischen Boot glatt mit 0:3, besiegten im Duell um den dritten Rang aber das britische Boot mit 3:1, womit Madrigali, Massey und Barton die Bronzemedaille gewannen. Zwei Jahre zuvor hatte sich die Crew in Helsinki ebenfalls Bronze bei den Weltmeisterschaften gesichert. Bei den Olympischen Spielen 2000 in Sydney war Madrigali abermals in der Soling-Klasse als Skipper aktiv, kam dieses Mal aber nicht über die erste Runde des Match Races hinaus, womit die Crew die Regatta auf Rang neun beendete. Im selben Jahr wurde Madrigali in Murcia Weltmeister im Soling und gehörte auch zum Team America True beim Louis Vuitton Cup. 1995, 1998 und 1999 gewann Madrigali im Soling die US-amerikanischen Meisterschaften und wurde 1995 außerdem nordamerikanischer Meister.
Er ist verheiratet und hat zwei Kinder. Als Segelmacher arbeitete er bei North Sails.